# Kejtum
Kejtum (nordfrisisk Kairem tysk Keitum) er en landsby beliggende centralt på friserøen Sild i Nordfrisland i det nordvestlige Sydslesvig. Administrativt hører landsbyen under Sild Kommune i Nordfrislands kreds i den tyske delstat Slesvig-Holsten. Kejtum er sogneby i Kejtum Sogn. Sognet hørte i den danske tid indtil 1864 i Landskabet Sild (Utlande og senere Tønder Amt). 
Typisk for byen er de mange friserhuse med de traditionelle stråtag, som ofte er omgivet af naturstensmure og velholdte haver. Byen har en dansk skole og egen banegård, hvorfra man kan tage toget til fastlandet. 
Vest for Kejtum ligger den cirka 4500 år gammel dysse Harhoog. Dyssen består af et gravkammer og en stenkreds. Dyssen blev udgravet i 1925, men blev flyttet fra sin originale placering i 1954 på grund af lufthavnens opførelse. I nærheden findes ved Tipkenhoog også en gravhøj fra bronzealderen.

## Historie
Kejtum er første gang nævnt 1462. Forleddet i stednavnet kan henføres til personanet Kedi eller måske til hede (sildfrisisk 'hiir). Byens kirke Sct. Severin er opført mod slutningen af det 12. århundrede. Kirken var oprindelig viet til Knud den Hellige. 
I det 17. og 18. århundrede flyttede mange af øens velhavende kommandører til Kejtum, så byen var det eneste sted på den fattige ø hvor der var vis velstand. Med bygningen af jernbanedæmningen til øen (Hindenburgdæmningen) fik Kejtum sin egen banegård og dermed tilslutning til jernbanenettet på fastlandet. 
Inden 1900-tallet var Kejtum hovedbyen på Sild. I 1825 besøgte den danske konge Frederik 6. øen og overnattede i Kejtum. Silds krønikeskriver Christian Peter Hansen døde i 1879 i Kejtum. Hans hjem er i dag museum. I 1840 havde Kejtum 706 indbyggere, i 1850 772 indbyggere, i 1860 785 indbyggere og i 1867 884 indbyggere. 
Indtil omkring 1850 var Kejtum øens vigtigste by. Her praktiserede øens eneste læge og øens eneste apotek. Det var også forvaltningssæde for de gårde på Sild der ikke betalte skat til Kongeriget Danmark. Efter den dansk-tyske krig 1864 kom Kejtum under tysk styre. Ved folkefstemningen om Slesvigs genforening med Danmark i 1920, stemte 560 af Kejtums indbyggere tysk og 68 dansk, hvormed landsbyen foreblev tysk. 
På Sct. Severin Kirkens kirkegård har der ved siden af de gamle Kejtum familier, også flere kendte tyske personligheder som den tidligere indenrigsminister Gerhard Schröder og journalist, grundlægger og medejer af Der Spiegel, Rudolf Augstein, fundet deres sidste hvilested. 
Kejtum danske skole blev oprettet i 1951 i Søndergade tæt på landsbyens banegård. Indtil da havde danskesindede i landsbyen gjort flere forsøg på at få starte en skole i Kejtum, men det lykkedes ikke at få disse godkendt af myndighederne. 

## Kejtum-boere
- Uwe Jens Lornsen, født 1793 i Kejtum
- Nann Peter Mungard, født 1849 i Kejtum
- Jap Peter Hansen, død 1855 i Kejtum
- Jens Emil Mungard, født 1885 i Kejtum

## Galleri
- Kejtum Kirke
- Kejtum danske Skole
- Vadehavet ved Kejtum
- Gadeparti i Kejtum
- Harhoog
- Bord med bronzerelieffer om emnet 5000 års Sild-historie